# ユーハン (エステルイェートランド公)
ユーハン（Prins Johan, hertig av Östergötland och Finland, 1589年4月18日 - 1618年3月5日）は、スウェーデン王ユーハン3世とその2番目の妃グニラ・ビェルケの間の一人息子。父にとっては2番目の息子である。フィンランド公（1590年 - 1606年、ただし形式的な爵位）、エステルイェートランド公（1606年 - 1618年）。

## 生涯
ユーハンは生後1歳でフィンランド公爵、オーランド伯爵、ブロボリ伯爵に叙せられた。ユーハンは幼くして両親を亡くし、叔父のセーデルマンランド公カール（後のカール9世）に引き取られ、5歳年下の従弟グスタフ・アドルフ（後のグスタフ2世アドルフ）と一緒に育てられた。セーデルマンランド公は、ユーハンを自分の息子として扱った。
ストンゲブロの戦いを中心とする内戦の後、1599年にユーハンの異母兄でカトリック信徒の国王シギスムンド（ポーランド王ジグムント3世）が廃位された。シギスムンドの息子たちも継承権を否認されたため、10歳のユーハンが王位継承順位では首位だったが、彼に次ぐ順位にあった叔父のセーデルマンランド公は、国王不在を宣言して自ら摂政に就任し、統治を始めた。
1604年、15歳のユーハンはノーショーピングで結ばれた王位継承に関する協定に従い、王位継承権を放棄した。その代わり、彼にはエステルイェートランド地方の北部および西部、スモーランド地方のキンダ（Kinda）およびイードレ（Ydre）、レッケー（Läckö）伯爵領、それにダールスランド地方全域が与えられた。ユーハンの王位継承辞退に伴い、摂政のセーデルマンランド公がカール9世として国王に即位した。
1605年にカール9世がリヴォニアでの戦争に赴くと、ユーハンは王妃クリスティーナや政府の枢密顧問官たちと一緒に、不在となった国王の代理を務めた。1606年、ユーハンの称号はフィンランド公からエステルイェーランド公に変えられた。1609年、レッケーとダールスランド地方の領地は、非常に小規模なステゲボリ城とその近隣地域に代えられた。
1611年にカール9世が亡くなると、ユーハンは王国政府の一員となった。同年にニシェーピングで開かれた議会は、カール9世の息子グスタフ2世アドルフを新王に選出し、ユーハンは再び王位継承を辞退した。その代償として、ヴェステルイェートランド地方のいくつかの地域が、ユーハンの領地に加えられた。
1612年11月29日、ストックホルムのトレ・クロノル城において、ユーハンは国王グスタフ2世アドルフの妹で従妹のマリア・エリサベトと結婚した。この結婚は非常に不幸であり、エステルイェーランド公爵夫妻には子供も出来なかった。ユーハンには愛人のケルステン・モンスドッテル（Kerstin Månsdotter）との間にハンス・ユーハンソン（Hans Johansson）という息子が1人いた。この息子は独身を通し、ドイツで亡くなっている。
ユーハンはノーショーピングの街を積極的に開発した。同市にサルテンゲン（Saltängen）という地区を新しく作らせたり、ホルメンス・ブルク（Holmens Bruk）という兵器工場を建設したりした。ユーハンは大変な浪費家であり、ついにはノーショーピング市の財政を破綻させかねないユーハンニスボリ城の建設にも着手したが、その途中の1618年に、莫大な借金を抱えたまま28歳で亡くなった。
ユーハンはリンシェーピング聖堂に葬られた。妻のマリア・エリサベトも夫の死の数か月後に亡くなった。